# Иван Моровићки
Иван Моровићки (око 1366—1434.) је био угарски великаш током владавине краља Жигмунда Луксембуршког. Обављао је функцију мачванског бана (1397-1410, 1427-1428), жупана Сикула (1397—1398), Барања, Толна, Бодрога и Вукова.

## Успон
Иван је припадао великашкој породици Моровићких. Био је син Стјепана Моровићког. Иван је у грађанском рату у Угарској подржао краљицу Марију и њену мајку Јелисавету. Учествовао је у бици код Горјана. Један је од ретких племића који је успео избећи погибију и заробљавање у бици код Горјана. Касније се борио на страни Жигмунда Луксембуршког против браће Хорват. У сукобу са Хорватима је рањен. Иван се истакао и у борби са Турцима. Године 1391. сузбио је Турке код Манђелоса у Сремској жупанији. Његов брат Дионисије је том приликом заробљен. Узео је учешћа и у Никопољском крсташком рату. Тешко је рањен приликом Жигмундовог освајања Никопоља, али се успео опоравити. Године 1397. постао је мачвански бан. Ови дужност је, уз извесне прекиде, вршио до 1410. године и поново 1427. и 1428. године. Сем тога, Моровићки је 1397. и 1398. године био жупан Сикула. Године 1397. постао је и жупан Барање, Толна 1398. и Вукова исте године, а 1403. године постао је бодрошки жупан. Од Жигмунда је 1391. године добио поседе у жупанијама Срем и Чонград, а две године касније, са братом Стјепаном, посед Чик у Вуковској жупанији. Добио је Валпово 1397. године, а следеће године низ поседа у жупанијама Пешта, Пилис, Вуково. Почетком 15. века Моровићки је један од Жигмундових најзначајнијих барона. Вођа је луксембуршке странке у Славонији 1401. године приликом заточеништва Жигмунда. Следеће године је, заједно са другим угарским великашима, потврдио исправу којом је Албрехту Хабзбуршком признато право наследства у случају да Жигмунд остане без мушке деце. Године 1403. поразио је вранског приора Емерика и отерао га у Босну. Рањен је у главу приликом опсаде Емериковог града Корве.

## Борбе против Хрвоја Вукчића Хрватинића
Иван Моровићки је посредовао у преговорима око измирења Жигмунда и босанског краља Остоје. Остоја је пред Хрвојем Вукчићем Хрватинићем побегао у Угарску. Иван Моровићки се нашао на челу угарске војске која је пошла у Босну да Остоју врати на престо. Моровићки је разбио Хрвојеву опсаду Бобовца. Војвода Доњих Краја се повукао пред Моровићким. Моровићки је 1404. године по Жигмундовом налогу угушио побуну егерског бискупа Томе и његових савезника у Ердељу. Командовао је једним од три Жигмундова одреда који су 1406. године продрли у Босну. Том приликом заузео је Сребреник. У њему је оставио посаду на челу са Николом од Горажда и Ладиславом Силађијем након чега се повукао из Усоре.
Моровићки је 1406. године вршио службу световног управника добрима Калочке надбискупије. Краљ му је 1411. године поверио на управу област Солија. Када је угарски краљ 1408. године установио витешки ред Змаја, Моровићки је постао један од чланова првог разреда. Таквих витезова било је само двадесет и четири. Они су уједно постали и тајни краљеви саветници. Моровићки се 1412. године јавља као један од сведока мировног споразума између Жигмунда и пољског краља Владислава Јагела. Учествовао је у даљим ратовима против Османлија. Притекао је у помоћ српском деспоту Стефану Лазаревићу и Сандаљу Хранићу Косачи приликом напада султана Мусе на Србију (1413). Следеће године су Турци угрозили његове поседе у Славонији. Турци су у Босну дошли на позив Хрвоја Вукчића Хрватинића кога је Жигмунд прогласио за издајника. Хрвоје је нападао територије Сандаља Хранића док је овај помагао Стефану Лазаревићу у борби против Мусе. Том приликом заузео је трг Дријева, један од четири кумерка солских.

## Заробљеништво
Исте године Жигмунд је у Кремони издао повељу којом је надбискупа Ивана Канишког и палатина Ивана Горјанског именовао за управнике Далмације, Хрватске и Угарске као своје заменике у време одсутности. Краљ је тада присуствовао сабору у Констанцу на коме се решавало питање Велике Шизме. Као особу која ужива посебан положај, Жигмунд је, поред хрватског бана Ивана Албена, славонског бана Павла Чупора, мачванског бана Ладислава и Емерика Илочког и усорског војводе Ивана Горјанског, навео и Ивана Моровићког.
Заједно са многим угарским великашима, Иван Моровићки је 1415. године заробљен у бици код Добоја. У заточеништву је остао до 1419. године када се откупио за велику суму од 40.000 форинти. Био је то знатан ударац за иначе финансијски моћну великашку породицу Моровићких. Иван се и касније истицао у борбама против Турака. Заповедао је војском која је из Ердеља 1427. године продрла у Влашку са циљем збацивања војводе Радула, османског вазала, и враћањем Дана који се пред Турцима склонио у Ердељ. За успех у овом походу је од Жигмунда добио Велику у Крижевачкој жупанији. У повељи се наводи да је Моровићки чету повео о свом трошку.

## Последње године
Жигмунд је крајем 1432. или почетком следеће године Угарску поделио на таборе. Иван Моровићки је припао усорском табору који је био највећи у Угарској. Могао је окупити војску од 1000 коњаника.
Иванов син Ладислав обављао је функцију мачванског бана од 1441. до 1443. године.